# Zuid-Duits voetbalkampioenschap 1902/03
in 1902/03 werd het vijfde voetbalkampioenschap gespeeld dat georganiseerd werd door de Zuid-Duitse voetbalbond. Karlsruher FV werd kampioen en plaatste zich voor de allereerste eindronde om de Duitse landstitel. De club werd geloot tegen DFC Praag. De wedstrijd zou in München gespeeld worden, maar daar had Praag bezwaar tegen omdat als de wedstrijd in Praag gespeeld zou worden ze meer inkomsten zouden hebben. Hier had Karlsruher dan weer bezwaren tegen. Wegens tijdsgebrek werden beide clubs doorgelaten naar de halve finale. Maar ook daar liep het fout. De nieuwe wedstrijd zou in Leipzig gespeeld worden. Nadat er een vals telegram bij Karlsruhe belandde dat de wedstrijd opnieuw uitgesteld werd, ondernamen zij de reis naar Leipzig niet en werden daarop door de DFB gediskwalificeerd. Hierdoor kwam DFC zonder wedstrijd gespeeld te hebben in de finale.

## Voorronde

### Maingau
| Team 1                  | Uitslag | Team 2                       | Datum      |
| ----------------------- | ------- | ---------------------------- | ---------- |
| FC Victoria Frankfurt   | 3:0     | Offenbacher FC Kickers       | 12 oktober |
| FSV Frankfurt           | 3:1     | Wiesbadener FC               | 12 oktober |
| FV Germania Bockenheim  | 3:2     | FC Amicitia Bockenheim       | 12 oktober |
| Viktoria Aschaffenburg  | 1:0     | Offenbacher FC 1899          | 12 oktober |
| Germania Offenbach      | 2:0     | FC Melitia Offenbach         | 12 oktober |
| 1. Hanauer FC 93        | 2:0     | Frankfurter FC Germania 1894 | 12 oktober |
| FC Viktoria 1894 Hanau  | 3:0     | Hanauer FG 1899              | 12 oktober |
| FC Kickers 99 Frankfurt | 4:2     | FV Germania Bockenheim       | 19 oktober |

| Team 1                  | Uitslag | Team 2                 | Datum      |
| ----------------------- | ------- | ---------------------- | ---------- |
| FC Hermannia Frankfurt  | 7:0     | FC Germania Offenbach  | 19 oktober |
| Bockenheimer FVgg 01    | 7:1     | Viktoria Aschaffenburg | 19 oktober |
| FC Victoria Frankfurt   | 2:0     | Viktoria 1894 Hanau    | 26 oktober |
| FC Hermannia Frankfurt  | 7:0     | Bockenheimer FVgg 01   | 26 oktober |
| FC Kickers 99 Frankfurt | 3:0     | Hermannia Frankfurt    | 9 november |
| 1. Hanauer FC 93        | 6:3     | FSV Frankfurt          |            |

Uit Frankfurt namen vijf teams deel aan de eindronde: Victoria, Germania, FSV, Hermannia en de Kickers. 

### Württemberg-Baden-Elzas

#### Stuttgart
Halve Finale
| Team 1                 | Uitslag | Team 2                    |
| ---------------------- | ------- | ------------------------- |
| FC Stuttgarter Cickers | 4:3     | Süddeutscher FC Stuttgart |

Finale
| Team 1                 | Uitslag | Team 2              |
| ---------------------- | ------- | ------------------- |
| FC Stuttgarter Cickers | 7:0     | Stuttgarter FC 1894 |

#### Württemberg
| Team 1                 | Uitslag | Team 2          |
| ---------------------- | ------- | --------------- |
| FC Stuttgarter Cickers | 11:0    | Privater TV Ulm |

#### Andere voorrondes
Eerste voorronde
| Team 1              | Uitslag | Team 2               |
| ------------------- | ------- | -------------------- |
| Straßburger FV      | 7:0     | Straßburger FC Donar |
| FC Phönix Karlsruhe | 6:5     | 1. FC Pforzheim      |

Tweede voorronde
| Team 1                 | Uitslag | Team 2              |
| ---------------------- | ------- | ------------------- |
| Straßburger FV         | 5:3     | Freiburger FC       |
| Karlsruher FV          | 2:0     | FC Phönix Karlsruhe |
| FC Stuttgarter Cickers | 4:1     | 1. FC Pforzheim     |

### Beieren
Halve Finale
| Team 1                  | Uitslag | Team 2              |
| ----------------------- | ------- | ------------------- |
| FC Bavaria 1899 München | 16:0    | 1. Münchner FC 1896 |

Finale
| Team 1            | Uitslag | Team 2                  |
| ----------------- | ------- | ----------------------- |
| FC Bayern München | 9:3     | FC Bavaria 1899 München |

## Eindronde

### Kwartfinale
| Team 1                 | Uitslag | Team 2                  |
| ---------------------- | ------- | ----------------------- |
| Darmstädter FC         | 3:2     | FC Kickers 99 Frankfurt |
| FC Stuttgarter Cickers | 4:1     | FC Bayern München       |
| 1. FC Hanauer 93       | 3:2     | FC Victoria Frankfurt   |

### Halve Finale
| Team 1           | Uitslag | Team 2                 |
| ---------------- | ------- | ---------------------- |
| Karlsruher FV    | 7:0     | FC Stuttgarter Cickers |
| 1. FC Hanauer 93 | 2:1     | Darmstädter FC         |

### Finale
| Team 1        | Uitslag | Team 2           |
| ------------- | ------- | ---------------- |
| Karlsruher FV | 5:2     | 1. FC Hanauer 93 |